# Villa Torlonia (Frascati)
Pour les articles homonymes, voir Villa Torlonia.
La Villa Torlonia est une  villa de  Frascati, dans la province de Rome dans le Latium en Italie.

## Histoire
La Villa Torlonia offre un grand intérêt historique car bien que plusieurs places aient été citées comme ayant eu l'honneur d'appartenir à Lucullo (Lucius Lucullus)[Qui ?] la villa faisait jadis partie de ses vastes domaines.
En 1607, le cardinal Tolomeo Gallio de Côme, évêque de Tusculum, vendit cette villa au cardinal Scipione Borghese neveu du pape Paul V, puis les fontaines furent construites par Domenico Fontana. La villa a ensuite successivement appartenu aux cardinaux Altemps et Ludovico Ludovisi, neveu de Grégoire XV. En 1632, elle fut achetée par Lucrezia Colonna, femme de Lotario Conti.
Sur un mur latéral de la villa se trouve une inscription à la mémoire d'Annibal Caro, le célèbre poète qui a traduit en italien l'Énéide de Virgile. Il y vécut de 1663 à 1666 et l'appelait sa « chère villa ».
Plusieurs escaliers, entourés de colonnades en partie abîmées, conduisent à une terrasse plus élevée où, parmi les bosquets d'ilex et de chênes, se trouvent de petits sentiers conduisant vers un grand jet d'eau qui arrose un bassin mi-circulaire, dessiné par Domenico Fontana.
En 1650, Fulvia Conti épousa un des Sforza et, par la nouvelle alliance entre les Sforza Cesarini et les Torlonia, cette villa historique revint au duc Torlonia.

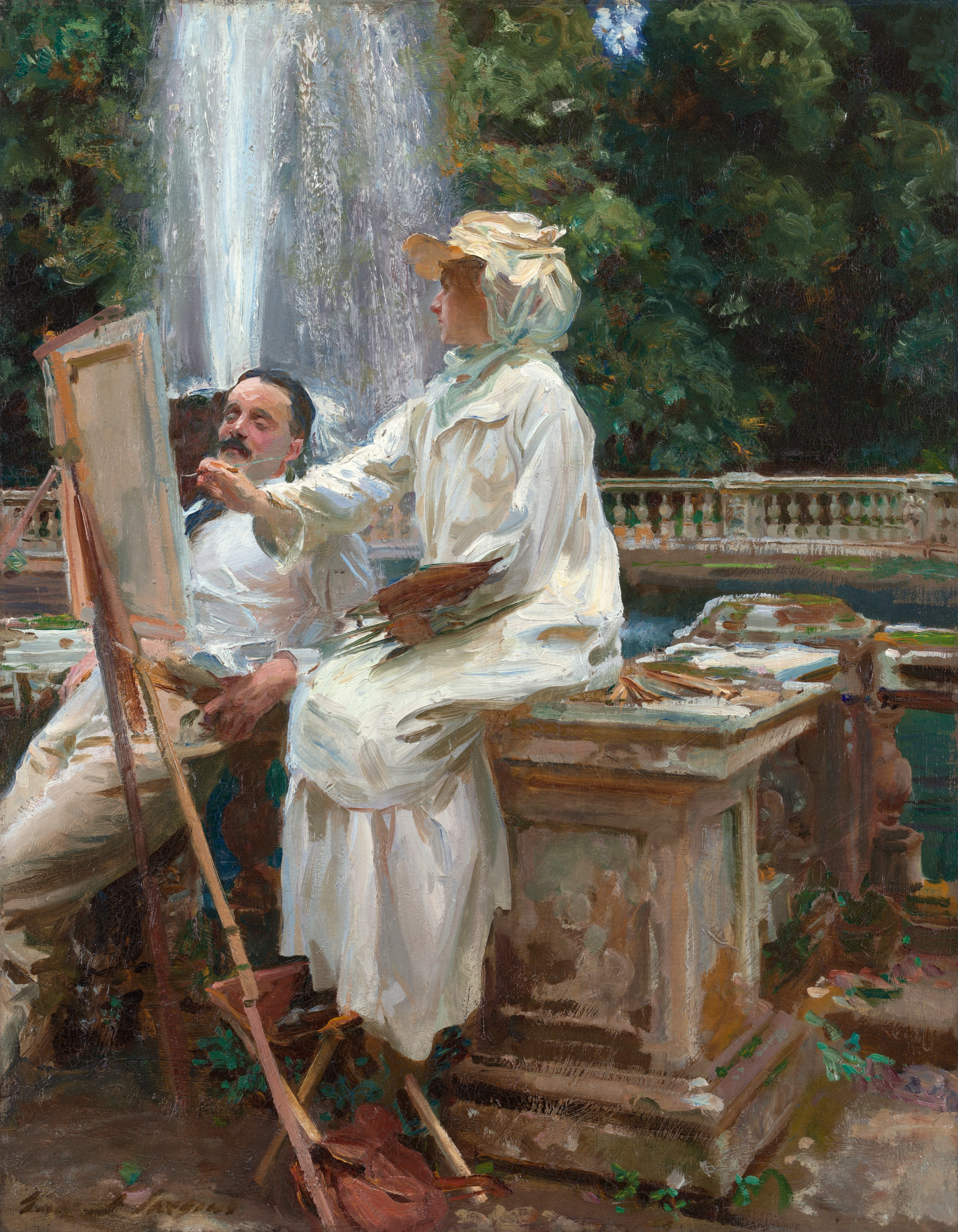
La Fontaine, Villa Torlonia (Frascati), 1907
John Singer Sargent
Art Institute of Chicago

Le peintre américain John Singer Sargent y peint le portrait de ses amis Wilfrid et Jane Emmet de Glehn, artistes professionnels et fréquents compagnons de ses voyages.
En 1954, le jardin de la villa est devenu un parc public.